# Decorsea
Genre
Decorsea est un genre de plantes à fleurs dicotylédones de la famille des Fabaceae, sous-famille des Faboideae, originaire de régions tropicales d'Afrique australe et de Madagascar, qui comprend six espèces acceptées.

## Liste d'espèces
Selon The Plant List (6 novembre 2018) :
- Decorsea dinteri (Harms) Verdc.
- Decorsea galpinii (Burtt Davy) Verdc.
- Decorsea grandidieri (Baill.) M.Peltier
- Decorsea livida R.Vig.
- Decorsea meridionalis (R.Vig.) Du Puy & Labat
- Decorsea schlechteri (Harms) Verdc.